# フリッツ・フィッシャー

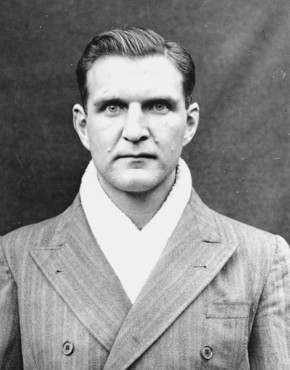
医者裁判にかけられた際のフリッツ・フィッシャー

フリッツ・エルンスト・フィッシャー（Fritz Ernst Fischer、1912年10月5日 - 2003年）は、ナチス・ドイツの医者。親衛隊（SS）隊員。最終階級は親衛隊少佐。ナチスの人体実験に携わる。

## 略歴
ベルリン出身。ボンやベルリン、ライプツィヒの大学で医学を学び、1938年にハンブルクの大学を卒業した。1934年に親衛隊（SS）隊員となる。1937年6月に国民社会主義ドイツ労働者党（ナチス党）に入党。武装親衛隊のホーヘンリュッヘン病院（de:Heilanstalten Hohenlychen）に親衛隊中尉の医師として勤務。ここの主任医師はハインリヒ・ヒムラーの側近カール・ゲプハルトであった。
1940年にライプシュタンダーテ・SS・アドルフ・ヒトラーに軍医として従軍。しかし負傷したため、すぐにホーヘンリュッヘンに戻された。さらにラーフェンスブリュック強制収容所付きの医師となる。カール・ゲプハルトが同収容所で行った人体実験の助手役を務めた。
戦後、アメリカ軍のニュルンベルク継続裁判の一つ医者裁判にかけられた。終身刑判決を受けたが、1951年に15年に減刑され、1954年に釈放された。戦後は医師免許を返上の上で、インゲルハイム（de:Ingelheim）の化学薬品メーカーベーリンガー社に勤務。インゲルハイムで死去。